# Ephippiochthonius timacensis
Espèce
Synonymes
- Chthonius timacensis Ćurčić & Stojanović, 2012

Ephippiochthonius timacensis est une espèce de pseudoscorpions de la famille des Chthoniidae.

## Distribution
Cette espèce est endémique de Serbie. Elle se rencontre dans la vallée de la Grza.

## Description
Le mâle holotype mesure 1,42 mm.

## Publication originale
- Ćurčić, Dimitrijević & Stojanović, 2012 : A new Epigean pseudoscorpion from east Serbia: Chthonius (Ephippiochthonius) timacensis n. sp. (Chthoniidae, Pseudoscorpiones). Archives of Biological Sciences, vol. 64, no 3, p. 1093-1098.